# Apanteles minnesota
Apanteles minnesota är en stekelart som först beskrevs av Mason 1981.  Apanteles minnesota ingår i släktet Apanteles och familjen bracksteklar. Inga underarter finns listade i Catalogue of Life.